# Raummeter

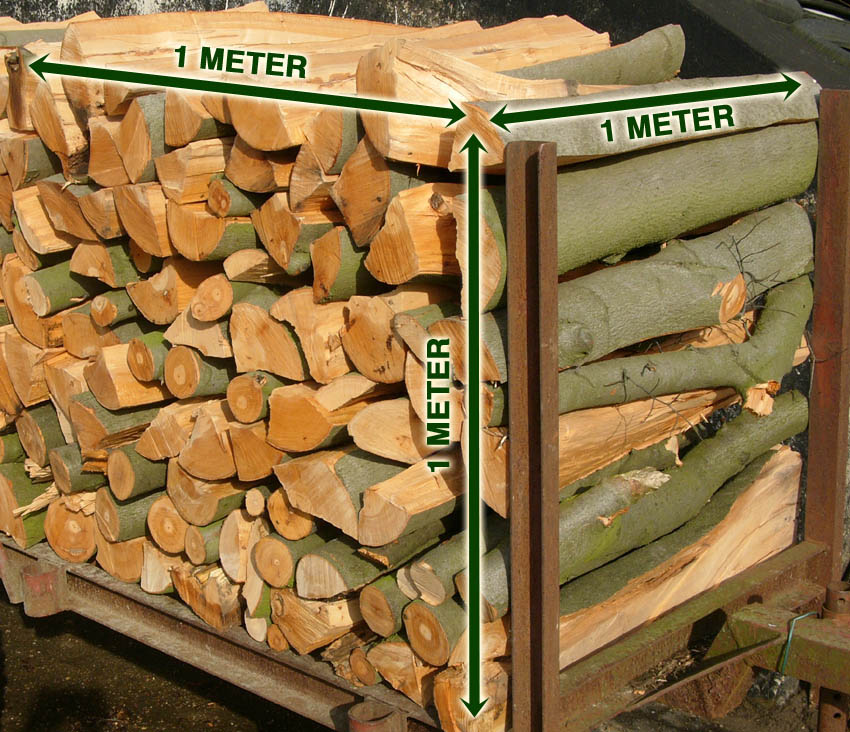
Ein Raummeter bzw. Ster Brennholz

Der Raummeter (rm) oder auch Ster (st) (vom altgriechischen στερεός stereos, ‚starr, hart, fest‘) ist ein metrisches Raummaß für Holz, das als ein Kubikmeter (1 m³) parallel geschichtetes Rund- bzw. Scheitholz (inklusive dabei auftretender Zwischenräume) definiert ist. Der verwandte Schüttraummeter (srm) entspricht demgegenüber einem Kubikmeter von lose geschüttetem Holz (zumeist ofenfertige Scheite von 33 cm Länge oder weniger). Sowohl Raummeter bzw. Ster als auch Schüttraummeter stehen damit in Abgrenzung zum Festmeter (fm), der die Holzmenge von einem Kubikmeter fester Holzmasse ohne Zwischenräume bezeichnet.
Im deutschsprachigen Raum sind Raummeter bzw. Ster und Schüttraummeter die gebräuchlichsten Maßeinheiten beim Handel mit aufgearbeitetem Brennholz.

## Raummeter
Bei einem Raummeter, teils verdeutlichend auch Schichtraummeter, Brennholz handelt es sich um einen Stapel aus gespaltenen oder ungespaltenen, auf gleiche Länge zugeschnittenen Holzstücken. Der reine Holzanteil in einem Raummeter Holz ist von der Form und Länge der Holzstücke sowie zu einem kleineren Teil auch von der Sorgfalt beim Stapeln (Aufsetzen) abhängig und wird in Festmeter angegeben. Daher ist beim Verkauf die Angabe in Raummeter alleine nicht eindeutig, sondern es ist auch die Angabe der Form und Länge der Holzstücke oder die Angabe in Festmeter erforderlich. Wird Brennholz direkt im Wald vorbereitet, wird das Holz auf einen Meter abgelängt, gespalten und auf 1 Meter Höhe gestapelt, damit der Förster oder Waldbesitzer dann einfacher die Holzmenge in Raummeter durch Messen der Länge des Stapels abmessen kann (Aufmaß). Nach dem Aufmaß wird das Holz auf Ofenlänge gesägt. Hier hat sich heute eine Schnittlänge von 25 cm, 33 cm oder 50 cm eingebürgert, entsprechend dem Brennraum der üblichen Kamin- und Kachelöfen, Holzbacköfen usw.

## Schüttraummeter
Im Handel und Transport ist eine ordentliche Schichtung häufig unwirtschaftlich, z. B. für gespaltenes Kaminholz oder Hackschnitzel. Das entsprechende Gut wird dann einfach geschüttet, was deutlich mehr Luft in einem Raummeter Holz lässt als bei ordentlicher Schichtung. Man spricht dann vom Schüttraummeter oder Schüttmeter, Einheitenzeichen srm.
Bei Buchenholzscheiten entspricht ein Schüttraummeter ca. 0,5 fm, bei Fichtenholzscheiten ca. 0,45 fm.
Bei Hackschnitzeln entspricht ein Schüttraummeter ca. 0,4 fm.
Die im Schüttraummeter enthaltene Holzmenge ist je nach Dichte der Schüttung unterschiedlich, welche abhängig von Dicke, Länge, Dichte und Holzart der Holzscheite und den dadurch entstehenden, unterschiedlich großen Leerraum begründet ist.

## Umrechnung
Für Umrechnung zu anderen Maßeinheiten existieren auf Messreihen verschiedener Institute und Organisationen (Landesversuchsanstalten, Holzwirtschaftsverbände, u. a.) basierende Richtwerte.

### Bei unspezifischer Holzart
| Festmeter | Raummeter (Rundholz, 100 cm, ungespalten, geschichtet) | Raummeter (Scheite, 100 cm, geschichtet) | Raummeter (Scheite, 33 cm, geschichtet) | Schüttraummeter (Srm) (Scheite lose geschüttet 33 cm) |
| --------- | ------------------------------------------------------ | ---------------------------------------- | --------------------------------------- | ----------------------------------------------------- |
| 1,0 fm    | 1,4 rm                                                 | 1,6 rm                                   | 1,4 rm                                  | Fichte: 2,2 Srm Buche: 2,0 Srm                        |
| 0,7 fm    | 1,00 rm                                                | 1,2 rm                                   | 1,0 rm                                  | Fichte: 1,6 Srm Buche: 1,4 Srm                        |
| 0,4 fm    | 0,6 rm                                                 | 0,7 rm                                   | 0,6 rm                                  | 1,0 Srm                                               |

Lesebeispiel: 1 rm Rundholz, geschichtet, enthält 0,7 fm Holz. Verarbeitet man diese Menge zu Scheiten von 33 cm und schüttet sie auf, so erhält man im Fall von Buche etwa 1,4 srm.

### Fichte
| Holzart | Festmeter | Raummeter (Rundholz, 100 cm, ungespalten, geschichtet) | Raummeter (Scheite, 100 cm, geschichtet) | Raummeter (Scheite, 33 cm, geschichtet) | Schüttraummeter (Scheite, 33 cm, geschüttet) |
| ------- | --------- | ------------------------------------------------------ | ---------------------------------------- | --------------------------------------- | -------------------------------------------- |
| Fichte  | 1,00 fm   | 1,55 rm                                                | 1,80 rm                                  | 1,55 rm                                 | 2,52 srm                                     |
| Fichte  | 0,65 fm   | 1,00 rm                                                | 1,16 rm                                  | 1,00 rm                                 | 1,63 srm                                     |
| Fichte  | 0,56 fm   | 0,86 rm                                                | 1,00 rm                                  | 0,86 rm                                 | 1,40 srm                                     |
| Fichte  | 0,64 fm   | 1,00 rm                                                | 1,16 rm                                  | 1,00 rm                                 | 1,62 srm                                     |
| Fichte  | 0,40 fm   | 0,62 rm                                                | 0,72 rm                                  | 0,62 rm                                 | 1,00 srm                                     |

### Buche
| Holzart | Festmeter | Raummeter (Rundholz, 100 cm, ungespalten, geschichtet) | Raummeter (Scheite, 100 cm, geschichtet) | Raummeter (Scheite, 33 cm, geschichtet) | Schüttraummeter (Scheite, 33 cm, geschüttet) |
| ------- | --------- | ------------------------------------------------------ | ---------------------------------------- | --------------------------------------- | -------------------------------------------- |
| Buche   | 1,00 fm   | 1,70 rm                                                | 1,98 rm                                  | 1,61 rm                                 | 2,38 srm                                     |
| Buche   | 0,59 fm   | 1,00 rm                                                | 1,17 rm                                  | 0,95 rm                                 | 1,40 srm                                     |
| Buche   | 0,50 fm   | 0,86 rm                                                | 1,00 rm                                  | 0,81 rm                                 | 1,20 srm                                     |
| Buche   | 0,62 fm   | 1,05 rm                                                | 1,23 rm                                  | 1,00 rm                                 | 1,48 srm                                     |
| Buche   | 0,42 fm   | 0,71 rm                                                | 0,83 rm                                  | 0,68 rm                                 | 1,00 srm                                     |

## Geschichte
Der Ster als Maßeinheit geht, wie das gesamte metrische Maßsystem, auf Reformen im Frankreich des 18. Jahrhunderts zurück. Das vom Ster als Maßeinheit weitgehend verdrängte Klafter Holz ist je nach Region historisch verschieden definiert, wird im heutigen Sprachgebrauch aber gemeinhin als die Menge von etwa 3 Raummetern Holz verstanden. In Kanada, dem Vereinigten Königreich und den Vereinigten Staaten ist für Brennholz das mengenmäßig dem Klafter Holz ähnliche cord (= 3,625 rm, Scheite, 100 cm, geschichtet) gebräuchlich.

## Recht

### Deutschland
In Deutschland war bis zum 31. Dezember 1977 nach der Ausführungsverordnung zum Gesetz über Einheiten im Meßwesen vom 26. Juni 1970 der Raummeter (Abkürzung Rm) als besonderer Name für den Kubikmeter bei „Volumenangaben für geschichtetes Holz einschließlich der Luftzwischenräume“ gesetzlich zulässig.
Seit dem 26. Juni 1970 sind in Deutschland nur noch der Kubikmeter, der Liter und alle dezimalen Teile und Vielfache davon gesetzlich zulässige Volumeneinheiten.